# Prophètes et Nains de jardin
Albums de Ludwig von 88
17 plombs pour péter les tubes
(1994) Houlala III "l'heureux tour"
(1998)
Prophètes et Nains de jardin est le sixième album studio du groupe de punk rock français Ludwig von 88, paru en 1996.

## Liste des pistes
1. Charly Oleg, l'Eternel comeback
2. Maria Callas + Placido Domingo
3. Ceausescu
4. Ayrton Senna
5. Paponade
6. Haroun Tazieff
7. Yet another Charly Oleg
8. Harry Callahan (I wanna be a poulet)
9. Johnny got his gun
10. Eddie Van Halen
11. Beethoven
12. Value-added Charly Oleg
13. Arlette Laguiller
14. Pocahontas (Chaque fois)
15. Rocky Balboa
16. Jim Jones
17. Jacques Chirac (avec humanité et cœur)
18. Jodie Foster
19. Sophie et Hans (Die Weisse Rose)
20. Ayrton Sega
21. Alain Prieur (Je veux être un oiseau)
22. Last Charly Oleg before apocalypse (featuring Charly, l'authentique)